# Cornellova univerzita
Cornellova univerzita (anglicky Cornell University) je soukromá univerzita ve městě Ithaca na severozápadě státu New York v USA. Její dvě lékařské fakulty se nachází také v New Yorku a Education City (Katar).
Škola byla založena roku 1865 Ezrou Cornellem a Andrew Dicksonem a jde o nejmladší univerzitu ve spolku prestižních vzdělávacích institucí sdružených pod jménem Břečťanová liga.

## Významní profesoři a absolventi
- Arthur Ashkin - laureát Nobelovy ceny za fyziku
- Hans Bethe - laureát Nobelovy ceny za fyziku, jeden z vynálezců atomové bomby
- Jay Clark Buckey - americký astronaut
- Richard Feynman - profesor; laureát Nobelovy ceny za fyziku, jeden z vynálezců atomové bomby
- Mae Jemisonová - americká astronautka, vystudovaný obor: chemie
- Václav Klaus - bývalý premiér a prezident České republiky v letech 2003-2013
- Norman Kretzmann - profesor; historik středověké filosofie a logiky
- Jurij Feodorovič Orlov - jaderný fyzik, bývalý sovětský disident
- Jan Švejnar - kandidát na prezidenta České republiky; obor ekonomie, Fakulta průmyslově-pracovních vztahů[1]